# Gulfstream IV
Il Gulfstream Aerospace IV è una famiglia di business jet bimotori a medio-lungo raggio. È il successore del Gulfstream III, ma è più grande e ha un maggior numero di posti a sedere, un maggior carico utile e una superiore autonomia. Dispone inoltre di un cockpit EFIS.

## Storia
La progettazione del Gulfstream IV è iniziata nel marzo 1983 e la produzione di una fusoliera per le prove a terra e dei primi 3 prototipi è partita nel 1985. Il primo prototipo ha volato il 19 settembre 1985, seguito dal secondo l'11 giugno 1986 e dal terzo nell'agosto 1986. L'aeromobile è stato certificato dalla Federal Aviation Administration il 22 aprile 1987 e dalla Joint Aviation Authorities il 16 ottobre 2001 insieme al GIV-SP.
Il 12 giugno 1987 un Gulfstream IV è decollato dall'aeroporto di Le Bourget per un giro intorno al mondo verso ovest nel quale ha percorso 36 832 km in 45 ore e 25 minuti alla velocità media di 811,44 km/h e nel quale ha stabilito 22 record del mondo. Tra il 26 e il 27 febbraio 1988 un GIV ha compiuto un giro del mondo verso est percorrendo 37 093 km in 36 ore e 8 minuti alla velocità media di 1 026,29 km/h e stabilendo 11 record.
Nell'ottobre 1991 è stato annunciato lo sviluppo della versione GIV-SP, una variante del GIV con peso massimo al decollo incrementato. Il 24 giugno 1992 il prototipo del Gulfstream IV-SP, ottenuto modificando un prototipo di GIV,  ha volato per la prima volta. A partire da settembre 1992 tutti i Gulfstream IV sono stati prodotti come GIV-SP. La produzione del GIV-SP è stata interrotta il 3 dicembre 2005 dopo averne prodotti 500 esemplari.

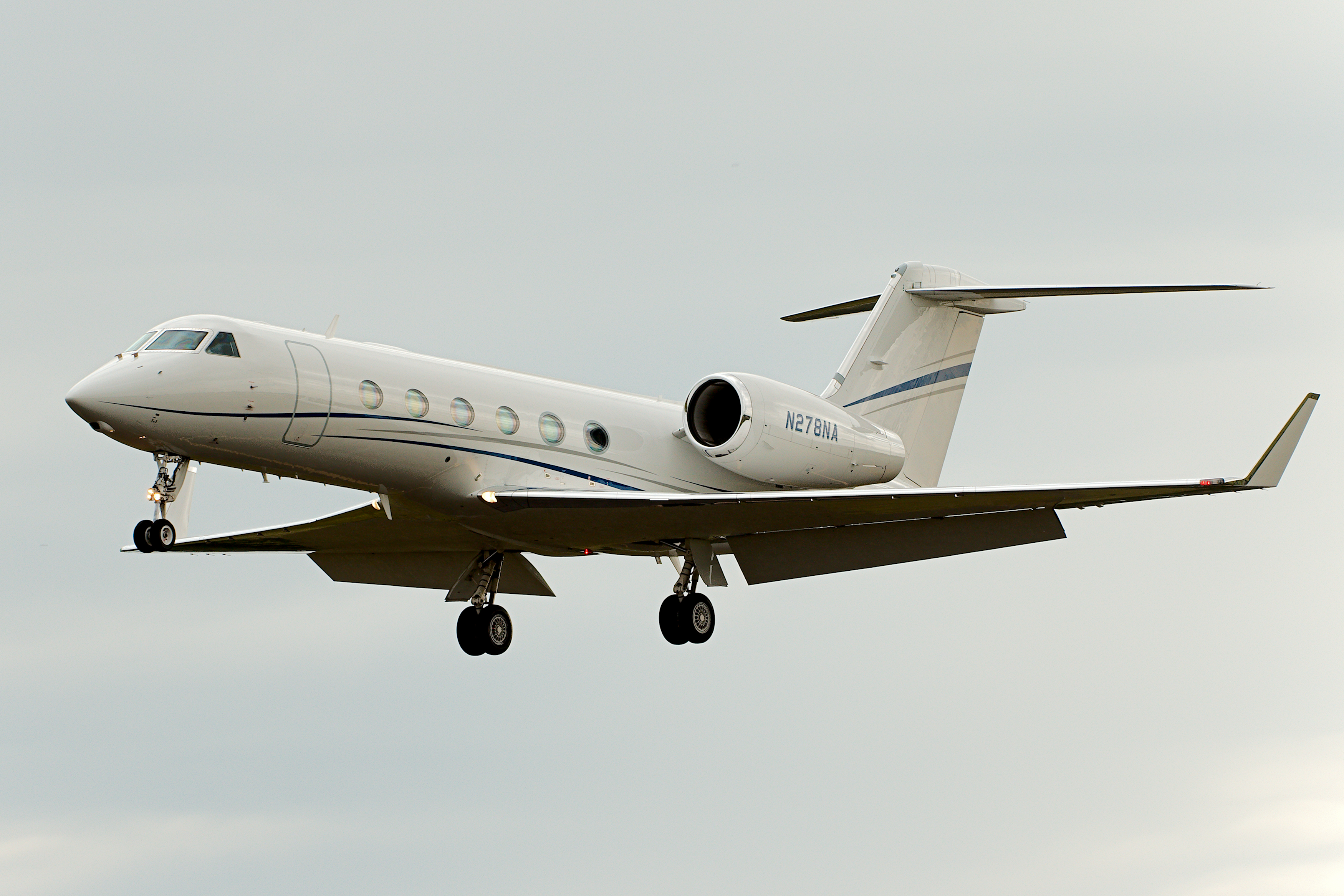
Un G450 alla Royal International Air Tattoo 2016

Nel 2001 Gulfstream ha avviato lo sviluppo di una versione allungata del GIV-SP: inizialmente denominata GIV-X e in seguito rinominata G450, ha una sezione aggiuntiva di fusoliera tra la cabina di pilotaggio e la porta di imbarco. Il primo prototipo di G450, che aveva la fusoliera più lunga di 30 cm rispetto al GIV-SP, volò per la prima volta il 30 aprile 2003. Questa nuova versione venne presentata al pubblico alla NBAA Convention di Orlando del 2003.
L'8 settembre 2002 Gulfstream ha annunciato il G400 e il G300, rispettivamente una modifica del GIV-SP con un aggiornamento avionico e una versione ad autonomia ridotta del GIV-SP. Il primo G400 è stato presentato all'European Business Aviation Conference and Exhibition di Ginevra del 2003 mentre il primo G300 è stato consegnato il 6 agosto 2003 a Royal Jet.
L'ultimo G450 è stato consegnato il 19 gennaio 2018 dopo averne prodotti 365 esemplari.

## Versioni
- Gulfstream IV: versione originale
  - C-20F: denominazione del GIV adottata dallo U.S. Army
  - C-20G: denominazione del GIV adottata dalla U.S. Navy
  - U-4: denominazione del GIV adottata dall'Aeronautica giapponese
- Gulfstream IV-SP: versione migliorata ("Special Performance") del GIV con peso massimo al decollo maggiore
  - C-20H: denominazione del GIV-SP adottata dalla U.S. Air Force
  - C-20J: denominazione del GIV-SP adottata dallo U.S. Army
- Gulfstream G300: versione ad autonomia ridotta del GIV-SP
- Gulfstream G400: GIV-SP con un aggiornamento avionico e head-up display
- Gulfstream G450: versione allungata del GIV-SP
- Gulfstream G350: versione ad autonomia ridotta del G450

## Dati tecnici
| Dati                   | GIV                   | GIV-SP                | G300                  | G400                  | G450                   | G350                   |
| ---------------------- | --------------------- | --------------------- | --------------------- | --------------------- | ---------------------- | ---------------------- |
| Equipaggio             | 2 piloti              | 2 piloti              | 2 piloti              | 2 piloti              | 2 piloti               | 2 piloti               |
| Passeggeri             | Fino a 16             | Fino a 16             | Fino a 16             | Fino a 16             | Fino a 16              | Fino a 16              |
| Lunghezza              | 26,92 m               | 26,92 m               | 26,92 m               | 26,92 m               | 27,23 m                | 27,23 m                |
| Altezza                | 7,44 m                | 7,44 m                | 7,44 m                | 7,44 m                | 7,67 m                 | 7,67 m                 |
| Apertura alare         | 23,72 m               | 23,72 m               | 23,72 m               | 23,72 m               | 23,72 m                | 23,72 m                |
| Superficie alare       | 88,29 m²              | 88,29 m²              | 88,29 m²              | 88,29 m²              | 88,29 m²               | 88,29 m²               |
| MTOW                   | 33 203 kg             | 33 838 kg             | 32 658 kg             | 33 838 kg             | 33 520 kg              | 32 160 kg              |
| Motori (x2)            | Rolls-Royce Tay 611-8 | Rolls-Royce Tay 611-8 | Rolls-Royce Tay 611-8 | Rolls-Royce Tay 611-8 | Rolls-Royce Tay 611-8C | Rolls-Royce Tay 611-8C |
| Spinta al decollo (x2) | 61,6 kN               | 61,6 kN               | 61,6 kN               | 61,6 kN               | 61,6 kN                | 61,6 kN                |
| Velocità di crociera   | Mach 0,8              | Mach 0,8              | Mach 0,8              | Mach 0,8              | Mach 0,8               | Mach 0,8               |
| Velocità massima       | Mach 0,88             | Mach 0,88             | Mach 0,88             | Mach 0,88             | Mach 0,88              | Mach 0,88              |
| Autonomia              | 7 815 km              | 7 185 km              | 6 670 km              | 7 590 km              | 8 055 km               | 7 120 km               |
| Quota di tangenza      | 13 700 m              | 13 700 m              | 13 700 m              | 13 700 m              | 13 700 m               | 13 700 m               |

## Utilizzatori

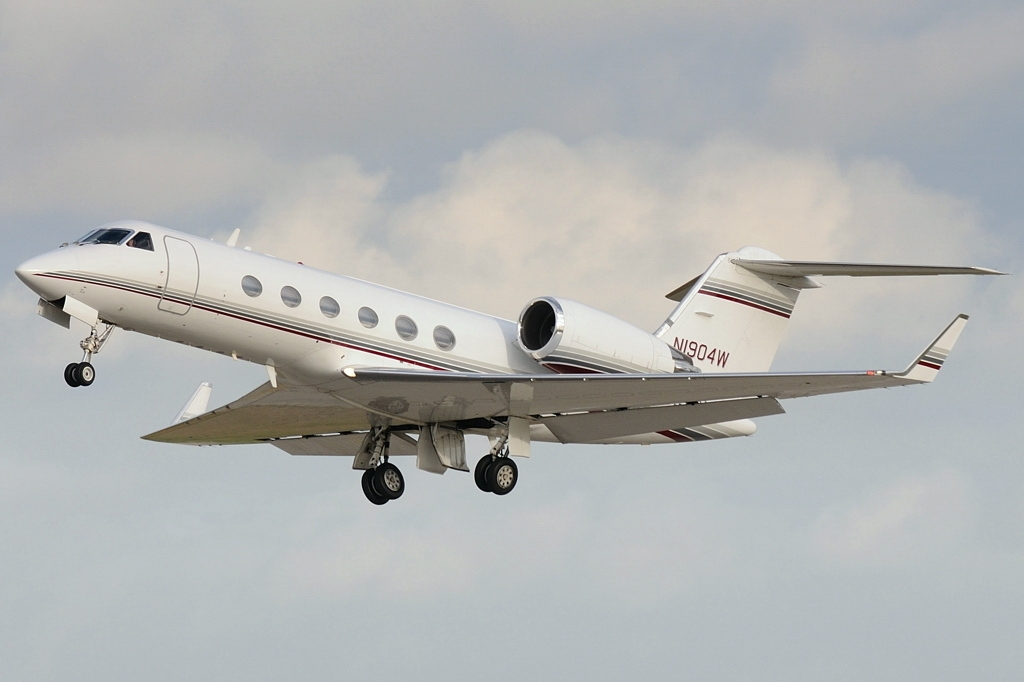
Un Gulfstream IV-SP privato all'aeroporto di Shanghai-Pudong

### Civili
Arabia Saudita
- Sky Prime Aviation

1 G400 e 4 G450.
 Cina
- Deer Jet[9]

 Corea del Sud
- Korean Air

1 GIV in servizio tra il 1994 e il 2012.
 Danimarca
- Maersk Air Cargo

1 G450.
 Paesi Bassi
- Zeusch Aviation

1 Gulfstream IV ex Koninklijke Luchtmacht ricevuto a giugno 2023.
 Regno Unito
- Gama Aviation

GIV, GIV-SP e G450.
 Russia
- Meridian Air[12]

### Governativi
Stati Uniti
- National Oceanic and Atmospheric Administration

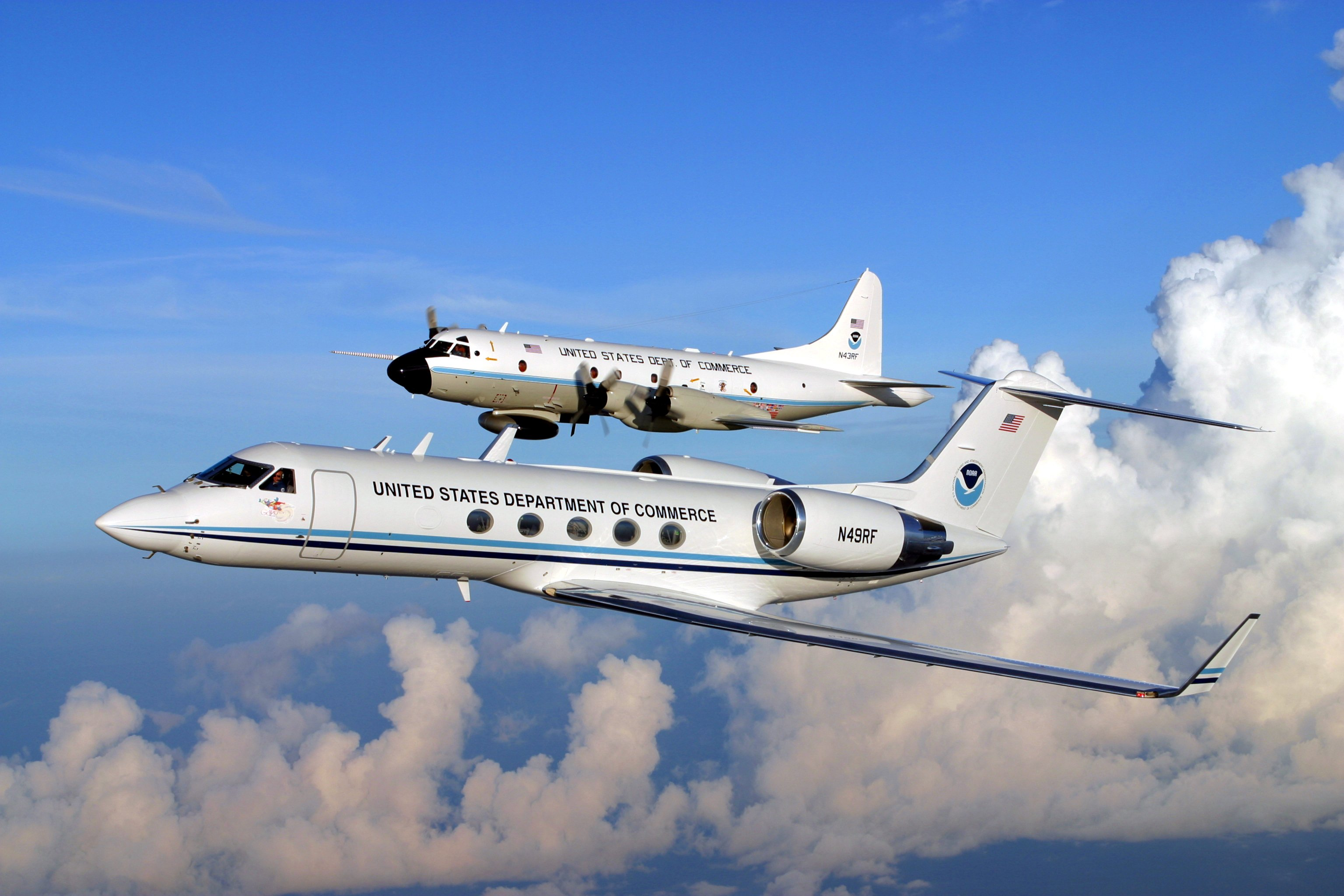
Gulfstream IV-SP e un Lockheed P-3 Orion del NOAA

1 GIV-SP consegnato a partire dal 1996 e utilizzato per la previsione e la ricerca sugli uragani.

### Militari
Algeria
- Al-Quwwat al-Jawwiyya al-Jaza'iriyya

4 GIV-SP consegnati ed in servizio al 2022.
 Arabia Saudita
- Al-Quwwat al-Jawwiyya al-Sa'udiyya

2 GIV utilizzati per trasporto VIP.
 Bahrein
- Royal Bahraini Air Force

1 GIV da trasporto VIP in servizio nel 2022.
 Botswana
- Botswana Defence Force Air Wing

1 GIV consegnato nel 1991 e venduto nel 2011.
 Cile
- Fuerza Aérea de Chile

3 GIV in servizio nel 2022.
 Costa d'Avorio
- Force Aérienne de la Côte d'Ivoire

1 Gulfstream IV consegnato nel 1988 ed in organico al gennaio 2019, 1 GIV-SP, 1 G450 consegnato nel 2021
 Egitto
- El Qūwāt El Gawīyä El Maṣrīya

1 GIV e 4 GIV-SP in servizio nel 2022.
 Gabon
- Armée de l'air gabonaise

1 Gulfstream IV-SP consegnato ed in servizio al maggio 2020.
 Giappone
- Kōkū Jieitai

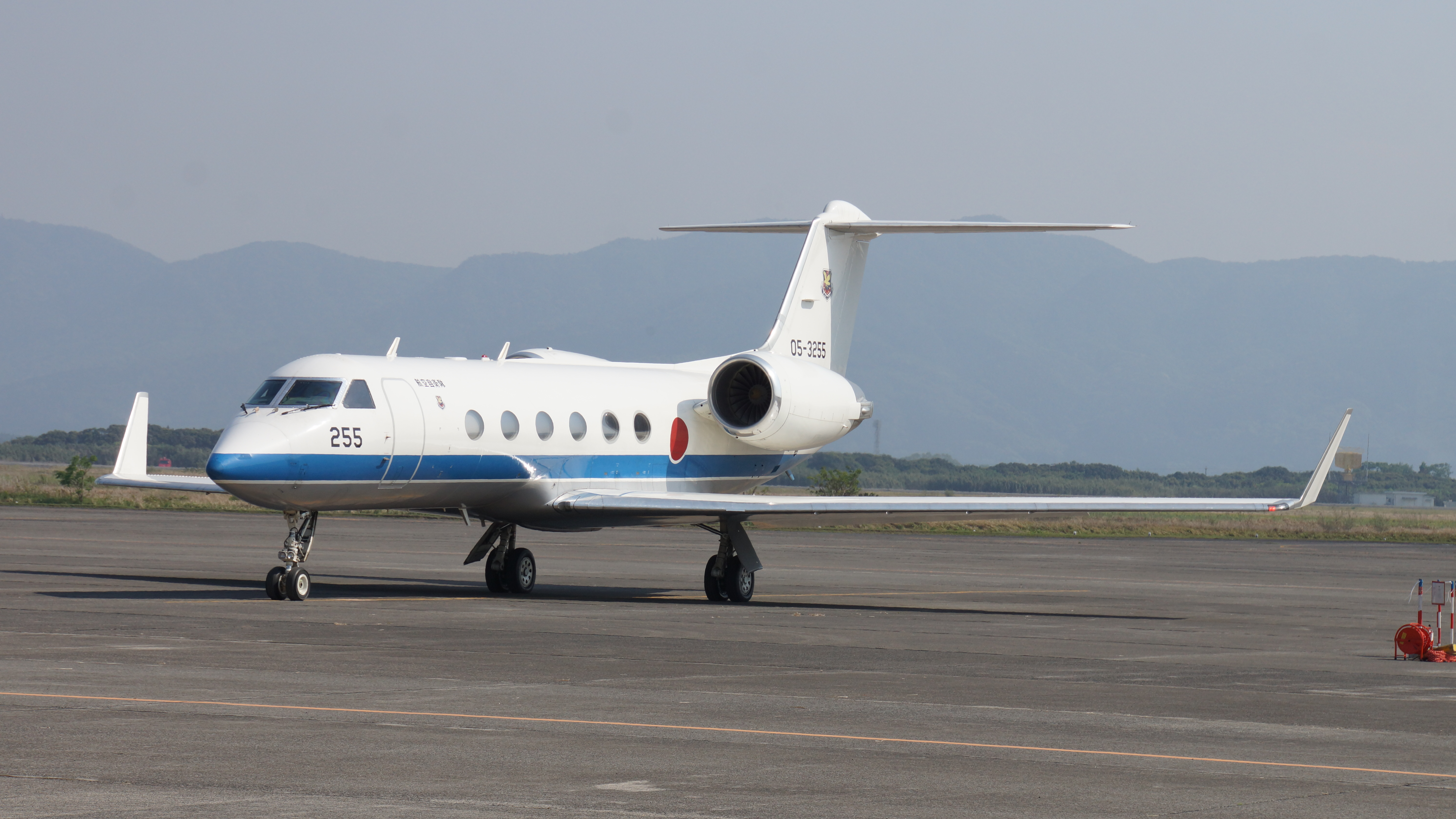
U-4 giapponese alla base aerea di Kanoya

5 GIV (ridesignati U-4) consegnati e tutti in servizio al novembre 2020.
 Giordania
- Al-Quwwat al-Jawwiyya al-malikiyya al-Urdunniyya

1 GIV consegnato ed in servizio al gennaio 2020.
 Irlanda
- Aer Chór na hÉireann

1 GIV ritirato nel 2014.
 Messico
- Armada de México

1 G450 consegnato nel 2015.
 Paesi Bassi
- Koninklijke Luchtmacht

1 Gulfstream IV consegnato nel 1995, ritirato dal servizio nel giugno del 2023 e ceduto all'operatore privato olandese Zeusch Aviation.
 Pakistan
- Pakistani Fida'iyye

4 Gulfstream IV-SP entrati in servizio tra il 2004 ed il 2009, 2 in servizio nel 2022.
 Stati Uniti
- United States Air Force

1 C-20H da trasporto immesso in servizio nel 1992 e ritirato nel 2017.
- United States Army

1 C-20H in servizio.
- United States Navy

Consegnati a partire dal 1986, gli ultimi 4 esemplari sono stati ritirati a maggio 2019. 1 C-20G è stato trasferito dal Marine Corps per sostituire un C-20G in fase di ammodernamento a velivolo telemetrico per il monitoraggio delle esercitazioni di tiro, portando temporaneamente a 2 il numero di C-20G in servizio.
- United States Marine Corps

1 C-20G in servizio nel 2022.
 Svezia
- Svenska Flygvapnet

2 S102B Korpen per intelligence elettronica (ELINT) consegnati e tutti in servizio al maggio 2019, 1 GIV denominato TP-102C in servizio per trasporto VIP.
 Turchia
- Türk Hava Kuvvetleri

 Uganda
- Ugandan Air Force

1 GIV-SP acquistato nel 2000 per trasporto VIP e ritirato nel 2009.